# Mal de Espanha
Pour plus de détails, voir Fiche technique et Distribution.
Mal de Espanha est un film muet portugais réalisé par José Leitão de Barros, sorti  en 1918.

## Fiche technique
- Titre : Mal de Espanha
- Réalisation : José Leitão de Barros
- Photographie : Manuel Maria da Costa Veiga
- Société de production : Lusitania Filmes
- Pays :  Portugal
- Genre : Comédie
- Durée : 19 minutes
- Dates de sortie : 
  - Portugal : 28 septembre 1918

## Distribution
- Joaquim Costa : Abundio, un mari qui, surpris à reluquer les fines chevilles d'une ballerine espagnole, a fâché sa femme
- Sofia Santos : Atanasia, sa femme jalouse
- Beatriz Viana : Judith, leur fille qui a un petit ami espagnol
- José Azumbuja : Mario Cabral, son petit ami espagnol
- Laura Costa : Lola, la ballerine espagnole